# Troll patentowy
Troll patentowy – pejoratywne określenie na podmiot (najczęściej firma), który wykorzystuje niedoskonałość przepisów prawa patentowego do uzyskiwania korzyści finansowych. Troll patentowy rejestruje lub też odkupuje od innych patenty dotyczące różnych rozwiązań – także już wcześniej znanych i upowszechnionych, ale których nikt wcześniej nie zastrzegł. Następnie domaga się (zwykle na drodze sądowej) stosownej rekompensaty pieniężnej za rzekome dotychczasowe naruszanie tych patentów jak i opłat licencyjnych z tytułu używania tych rozwiązań w przyszłości.
Istnieje duża grupa firm – trolli patentowych, które czerpią dochody w ten właśnie sposób, ich aktywność nasiliła się po 1990 r. i dotyczy zwłaszcza rozwijającej się dynamicznie branży IT (komputery, oprogramowanie, telekomunikacja), za którym to rozwojem nie nadążają stosowne regulacje prawne. Działalność trolli patentowych wymierzona jest głównie przeciwko wielkim koncernom z powodu możliwości uzyskania od nich gigantycznych sum pieniężnych w ramach odszkodowań i opłat licencyjnych. Po 2007 roku w USA zjawisko to stało się na tyle poważnym problemem, że Senat Stanów Zjednoczonych rozpoczął prace nad projektem specjalnej ustawy Patent Reform Act, która ma na celu zmianę obowiązujących przepisów tak, by utrudnić pozywanie za naruszenie patentów. Z kolei grupa wielkich koncernów z branży IT, takich jak Google, Cisco, i Hewlett-Packard powołała organizację o nazwie Allied Security Trust, której zadaniem jest wykupywanie praw patentowych, aby uniemożliwić przejmowanie ich przez firmy będące trollami patentowymi.
Mianem trolli patentowych potocznie określa się również podmioty, które zastrzegają na siebie cudze znaki towarowe w celu szantażowania przedsiębiorców. Ten proceder jest obecny na terenie Unii Europejskiej oraz w Polsce. Pozwala na to aktualnie obowiązująca procedura zgłoszeniowa. Ekspert z urzędu, który rozpatruje podanie, nie weryfikuje, czy są na rynku kolizyjnie podobne znaki towarowe. Czeka jedynie trzy miesiące na to, czy konkurencja wniesie formalny sprzeciw. Jeżeli tego nie zrobi, to przyznaje prawo ochronne. Na temat skali tego zjawiska wypowiedziała się Prezes Urzędu Patentowego RP, Pani Edyta Demby-Siwek: „Takie przypadki są, były, ale to nie jest tak, że to jest nagminne i obserwujemy, że zaczynamy mieć z tym w Polsce duży problem”.